# Paul Campbell
Pour les articles homonymes, voir Campbell.
Paul Campbell, né le 22 juin 1979 à Vancouver, est un acteur canadien. Il est plus particulièrement connu pour son rôle de Billy Keikeya dans la série télévisée Battlestar Galactica.
En 2008, il a endossé le rôle de Billy Morgan dans la série Le Retour de K 2000.
Épouse : Lorie Campbell

## Filmographie

### Cinéma
- 2004 : Ill Fated de Mark A. Lewis : Jimmy
- 2005 : Un long week-end (The Long Weekend) de Pat Holden : Roger
- 2005 : Severed de Carl Bessai : Tyler
- 2007 : 88 minutes de Jon Avnet : Albert Jackson
- 2007 : Bagboy de Mort Nathan : Phil Piedmonstein
- 2009 : Play the Game (en) de Marc Fienberg : David Mitchell
- 2010 : Fighter de David O. Russell : Gary 'Boo Boo' Giuffrida
- 2011 : Drôles d'oiseaux (The Big Year) de David Frankel : Tony
- 2014 : Preggoland de Jacob Tierney : Danny Makerman
- 2014 : Rusty Steel d'Ion Ionescu : Mike
- 2014 : Dirty Singles d'Alex Pugsley : Jack

### Télévision

#### Séries télévisées
- 2002 : Dead Zone (saison 1, épisode 13) : Chuck Chattsworth
- 2003 : John Doe (saison 1, épisode 16) : Unshaven Teenager
- 2003 : Black Sash (saison 1, épisode 3) : Grant
- 2003 : Andromeda (saison 3, épisodes 16 & 22) : Lt. Crewman Bowlus
- 2003 : Peacemakers (saison 1, épisode 3) : Tom
- 2004 : Battlestar Galactica (mini-série) : Billy Keikeya
- 2004-2006 : Battlestar Galactica (25 épisodes) : Billy Keikeya
- 2008-2009 : Le Retour de K 2000 (18 épisodes) : Billy Morgan
- 2011 : Almost Heroes (8 épisodes) : Terry
- 2012 : Supernatural (saison 8, épisode 9) : Don Richardson
- 2013 : Dr Emily Owens (saison 1, épisodes 9 & 10) : Scott
- 2014 : Motive (saison 2, épisode 8) : Peter Ward
- 2017 : Man Seeking Woman (saison 3, épisode 5) : Guy at Head of Table
- 2018 : Take Two, enquêtes en duo (saison 1, épisode 8) : Galen Eckhart
- 2021 : Turner & Hooch (6 épisodes) : Grady Garland

#### Téléfilms
- 2002 : Et nous nous reverrons (We'll Meet Again) de Michael Storey : Bobby Burke
- 2006 : Nobody's Watching de Gail Mancuso : Will
- 2009 : No Heroics de Andrew Fleming : Pete
- 2010 : Le pacte des non-dits (Bond of Silence) de Peter Werner : Officier Haines
- 2011 : Normal de Timothy Busfield : Dr Tatsciore
- 2011 : Les Roches maudites (Killer Mountain) de Sheldon Wilson : Tyler
- 2013 : La Plus Belle Vitrine de Noël (Window Wonderland) de Michael M. Scott : Jake Dooley
- 2015 : Coup de foudre en sursis (Surprised by Love) de Robert Iscove : Maxwell Gridley
- 2015 : Escapade princière (Once Upon a Holiday) de James Head : Jack Langdon
- 2017 : Romance sous les tropiques (Sun, Sand & Romance) de Mark Rosman : Michael Shepard
- 2018 : The Girl in the Bathtub de Karen Moncrieff : Paul
- 2018 : Noël, romance et coïncidences (A Godwink Christmas) de Michael Robison : Gery Conover
- 2019 : Le dernier cœur à prendre (The Last Bridesmaid) de Mark Jean : Kyle Taylor
- 2019 : Quelques jours à Noël (Holiday Hearts) d'Allan Harmon : Dr Ben Tyler
- 2020 : 4 mariages et un coup de foudre (Wedding Every Weekend) de Kevin Fair : Nate Thomas
- 2020 : Noël, mon boss & moi (Christmas by Starlight) de Gary Yates : William Holt
- 2021 : Neuf chatons pour Noël  De David Winning : Masson
- 2022 : Trois frères, Noël et un couffin 1 de Terry Ingram : Stephen Brenner
- 2022 : Trois frères, Noel et un couffin 2 de Terry Ingram : Stephan Brenner